# Poa bradei
Poa bradei là một loài cỏ trong họ hòa thảo, thuộc chi poa.